# Кшиштоф Хмелевський
Кшиштоф Хмелевський (пол. Krzysztof Chmielewski, 8 червня 2004) — польський спортсмен.
Учасник Олімпійських Ігор 2020 року, де у фіналі на дистанції 200 метрів батерфляєм посів 8-ме місце.